# رولاند غرين
رولاند غرين (بالإنجليزية: Roland Green)‏ هو سياسي أسترالي، ولد في 29 أكتوبر 1885، وتوفي في 27 أبريل 1947. حزبياً، نشط في الحزب الوطني الأسترالي. وقد انتخب عضو مجلس النواب الأسترالي عن دائرة ريتشموند ‏ (16 ديسمبر 1922 – 23 أكتوبر 1937).